# Dani Szmulewicz-Rom
Dani Szmulewicz-Rom (hebr. דני שמולביץ' רום, ur. 29 listopada 1940, zm. 18 stycznia 2021) – izraelski piłkarz grający na pozycji napastnika. W swojej karierze rozegrał 29 meczów w reprezentacji Izraela.

## Kariera klubowa
Przez całą swoją karierę piłkarską Szmulewicz-Rom związany był z klubem Maccabi Hajfa. W 1957 roku awansował do kadry pierwszej drużyny i w sezonie 1957/1958 zadebiutował w niej w pierwszej lidze izraelskiej. Swoje jedyne sukcesy z Maccabi osiągnął w 1962 roku, gdy zdobył Puchar Izraela oraz Superpuchar Izraela. Swoją karierę zakończył po sezonie 1972/1973.
| Sezon   | Klub          | Kraj   | Rozgrywki   | Mecze | Bramki |
| ------- | ------------- | ------ | ----------- | ----- | ------ |
| 1957/58 | Maccabi Hajfa | Izrael | Liga Leumit | 4     | 1      |
| 1958/59 | Maccabi Hajfa | Izrael | Liga Leumit | 7     | 0      |
| 1960/61 | Maccabi Hajfa | Izrael | Liga Leumit | 22    | 1      |
| 1961/62 | Maccabi Hajfa | Izrael | Liga Leumit | 21    | 9      |
| 1962/63 | Maccabi Hajfa | Izrael | Liga Leumit | 19    | 11     |
| 1963/64 | Maccabi Hajfa | Izrael | Liga Leumit | 18    | 10     |
| 1964/65 | Maccabi Hajfa | Izrael | Liga Leumit | 27    | 6      |
| 1965/66 | Maccabi Hajfa | Izrael | Liga Arcit  | 27    | 10     |
| 1966/67 | Maccabi Hajfa | Izrael | Liga Leumit | 24    | 7      |
| 1967/68 | Maccabi Hajfa | Izrael | Liga Leumit | 28    | 6      |
| 1968/69 | Maccabi Hajfa | Izrael | Liga Leumit | 27    | 2      |
| 1969/70 | Maccabi Hajfa | Izrael | Liga Leumit | 27    | 3      |
| 1970/71 | Maccabi Hajfa | Izrael | Liga Leumit | ?     | ?      |
| 1971/72 | Maccabi Hajfa | Izrael | Liga Leumit | ?     | ?      |
| 1972/73 | Maccabi Hajfa | Izrael | Liga Leumit | 8     | 1      |

## Kariera reprezentacyjna
W reprezentacji Izraela Szmulewicz-Rom zadebiutował 27 listopada 1960 roku w wygranym 6:1 meczu eliminacji do MŚ 1962 z Cyprem, rozegranym w Ramat Gan. W 1968 roku rozegrał trzy mecze w Pucharze Azji: z Hongkongiem (6:1), z Birmą (0:1) i z Tajwanem (4:1). Z Izraelem zajął w tym turnieju 3. miejsce.
W 1970 roku Szmulewicz-Rom był w kadrze Izraela na Mistrzostwa Świata w Meksyku, na których wystąpił dwóch meczach: z Urugwajem (0:2) i z Włochami (0:0). Od 1960 do 1970 roku rozegrał w kadrze narodowej 29 meczów.